# Папа
Папа (лат. Papa, грч. πάπας — папас, дечји назив за оца, тата) је римски епископ и врховни поглавар Католичке цркве. Католици сматрају римског папу за наследника Светог Петра, апостола. Тренутни папа је Лав XIV.
До 1870, папска власт се простирала на велики део централне Италије, познату под именом Папска држава. Положај папе се незванично назива папство, а званично понтификат (лат. Pontificatus); његова црквена јурисдикција се зове Света столица (лат. Sancta Sedes). Католици широм света сматрају римског папу за наследника Светог Петра и Христовим представником на Земљи.

## Титуле
Званична титула папе је епископ Рима, намесник Исуса Христа, кнез апостола, намесник Светога Петра, врховни свештеник свеопште Цркве, примус Италије, архиепископ и митрополит Римске покрајине, суверен државе Града Ватикана и слуга слугу Божјих (лат. Servus Servorum Dei — овако у рукописима папа сам себе именује). Пре титуле примус Италије је стајала и патријарх Запада, али је Ватикан објавио да се од 1. марта 2006. године ова дезигнација неће више бити део титуле папе.

## Регалије и инсигније
Најпознатији симбол папства је папска тијара (лат. Triregnum), која представља стилизовану бискупску капу (митру) окруњену са три круне. Последња тројица папа су одбила да буду крунисана, већ су на свечаној инаугурацији носили обичну бискупску митру. За разлику од редовних бискупа, папа нема пастирски штап, већ користи палицу која се завршава Распећем, што је установљено у 13. веку.
Уз тијару, још један од најпознатијих симбола папства је слика два укрштена кључа, једног златног и једног сребрног, повезаних црвеним канапом. Они представљају `Кључеве Царства Небеског` (према Мат. 16:19 и Ис. 22:22).
Христова изјава о Петровом ауторитету:
И даћу ти кључеве од царства небескога: и што свежеш на земљи биће свезано на небесима; и што раздријешиш на земљи биће раздријешено на небесима. превод Вука Караџића
Ова изјава засновала је две надлежности Цркве, над Земљом и Небом; сребрни и златни кључ представљају ову надлежност. Сребрни кључ симболизује моћ да се везује и развезује на Земљи, а златни исту моћ над Небом.
Други познати део папских регалија је и риболовчев прстен, златни прстен украшен сликом Светог Петра у чамцу како баца мрежу, са именом папе који га носи око ње. Овакав прстен се први пут спомиње у писму папе Климента IV свом нећаку из 1265, где спомиње да су папе уобичајиле да печате јавне документе са окаченом папском булом, а приватна писма са „... печатом Риболовца”. Овакав прстен на руку новоизабраног папе ставља кардинал-канцелар (најчешће се означава италијанском титулом камерленго (лат. Camerlengo)), а по папиној смрти, камерленго га скида и разбија чекићем, тиме симболично окончавајући ауторитет покојног папе.
Umbracullum је балдахин који је украшен црвеним и златним пругама је почео да користи папа Александар VI према обичају краљева да прикаже земаљску моћ папства. Носио га је човек који је стајао иза папе и увек је био означен грбом камерленга (који води Цркву током Sede Vacante, папског интерегнума.) и старим грбом Папске државе. Овај обичај је престао да се упражњава, иако је и даље део хералдике папства и стоји унутар базилике, десно од олтара.
Папски грб представља већ споменуте укрштене кључеве од сребра и злата повезане црвеним канапом над којима је сребрна тијара са три златне круне и црвеним инфулама, тракама које висе са задње стране Тијаре и падају преко рамена док се носи. Папска застава је бело-жута застава Ватикана са грбом Свете Столице са десне стране, на белом пољу. Ова застава је усвојена 1808, док је претходна била златно-црвена, традиционалних боја понтификата.
Још један део папског крунисања (који се данас више не упражњава, већ је замењен папском инаугурацијом) је sedia gestatoria, трон на носиљци који су носили дванаест мушкараца у црвеним униформама. Традиционално, кориштен је само у посебним ситуацијама, посебно у процесији након избора папе од Сикстинске капеле до Базилике Светог Петра где се одржавало крунисање папе. Ову традицију је прекинуо папа Јован Павле II.

## Статус и ауторитет
Статус и ауторитет папе у Католичкој цркви је догматски одређен на Првом ватиканском сабору у Догматском Уставу Христове Цркве од 18. јула 1870. године. Прво поглавље овог документа носи наслов О институцији апостолског примата и благословеном Петру, и у њему се каже да „према Јеванђељском доказу, примат надлежности над целом црквом Господњом је непосредно и директно обећана благословеном апостолу Петру и поверена њему од стране Христа Господа” и да „ако неко каже да благословеног Петра апостола није именовао Христ Господ као кнеза апостола и видљивом главом целе Цркве; или да је тај примат само почаст, а не права и истинска надлежност коју је он примио непосредно и директно од самог нашег Господа Исуса Христа: нека је анатема на њега.”
У другом поглављу Догматског устава, под називом О сталности примата благословеног Петра у римским понтифима, каже се да „оно што је наш Господ Исус Христ [...] засновао у благословеном апостолу Петру [...] мора остати заувек, самим Христовим ауторитетом, у Цркви која, основана као таква на стени, мора опстати до краја времена”, и да „ко год наследи Петров престо прима кроз институцију самога Христа примат Петра над целом Црквом”, и „ако ко каже да није кроз институцију самога Христа Господа (то јест, кроз божанско право) да благословени Петар има сталне наследнике примата над целом Црквом; или да римски понтиф није наследник благословеног Петра у његовом примату: нека је анатема на њега.”
У трећем поглављу Догматског устава, под насловом О моћи и одликама примата римског понтифа, каже се да према „дефиницији екуменског сабора у Фиренци, у коју морају веровати сви верни хришћани, каже се да апостолска столица и римски понтиф имају светски примат, и да је римски понтиф наследник благословеног Петра, кнеза апостола, истински викар Христа, глава целе цркве и отац и учитељ свог хришћанског народа“, као и да „према божанској промисли, римска Црква држи предност у моћи над свим осталим црквама и да је надлежна моћ римског понтифа и епископска и непосредна” и да су „клир и верни, било којег обреда и положаја, појединачно и укупно, дужни подвргнути се овој моћи и обавезом хијерархијског положаја и истинском послушношћу, и то не само у стварима вере и морала, већи у онима који се односе на дисциплину и власт цркве широм света.”
Моћ папе је дефинисана у Догматском уставу у његовом трећем поглављу, према којем је он „врховни судија верних и у свим случајевима који потпадају под црквено судство случај може бити поднет његовом суду” и да „пресуда апостолске столице (од које нема вишег ауторитета) није подложна ничијој ревизији, нити ико може правно донети другу пресуду” (канон 331 дефинише моћ папе као „врховну, потпуну, непосредну и општу моћ у Цркви, коју може слободно испољавати”). Такође је догматски дефинисана (погл. 4, став 9) и доктрина папске непогрешивости:
„Кад римски понтиф говори ex cathedra1, то јест, када у функцији своје службе као пастира и учитеља свих хришћана, у смислу његовог врховног апостолског ауторитета, он дефинише доктрину по питању вере или морала којих треба да се држи цела Црква, он поседује, божанском помоћи обећаном њему кроз благословеног Петра, ту непогрешивост коју је божански Искупитељ желео да Његова Црква поседује у дефинисању доктрине вере или морала. Стога, такве дефиниције римског понтифа су саме по себи, а не по вољи Цркве, непроменљиве.”
1 – лат. са престола (у овом случају престола Светога Петра)

## Политичка улога
Иако прогресивно ширење хришћанства Римског царства у 4. веку није дало бискупима цивилну моћ над државом, постепено повлачење царске надлежности је током 5. века оставило папу као вишег царског званичника у Риму, а бискупи су све више управљали јавним животом у другим градовима западног Царства. Статус секуларног и профаног вође је очигледно показан у сукобу светог папе Лава I и хунског вође Атиле 452. године. Овакав утицај је постајао све већи до 754, када је франачки владар Пипин Мали дао папи део територије која је чинила срце Папске државе. Године 800, папа Лав III је крунисао франачког владара Карла Великог за римског цара, што је био основни и велики корак ка будућем Светом римском царству; од тада је постала папска дужност да крунише потчињене му цареве, традиција која је важила до избора цара Карла V, последњег Светог римског цара којег је крунисао папа, и коју је донекле оживео Наполеон Бонапарта. Папски суверенитет је нестао анексијом Папске државе од стране Италије 1870. године.
Уз папин положај као територијалног владара и највишег кнеза бискупа хришћанства (што се посебно огледало у ренесансним папама као што су папа Александар VI, амбициозан, иако спектакуларно коруптабилан политичар и папа Јулије II, сјајан државник) и духовног поглавара Светог римског царства (посебно истакнуто у периодима сукоба са царевима, као што су понтификати папе Гргура VII и папе Александра III), папа поседује и извесни степен политичке и привремене власти као врховни понтиф (лат. Pontifex Maximuss). Најпознатији примери папског политичког утицаја су була Laudabiliter из 1155. (која даје благослов Хенрију II од Енглеске да нападне Ирску), була Inter Caeteras из 1493. (која је довела до споразума из Тордесиљаса 1494, који је поделио свет на територије под шпанском и португалском влашћу), була Regnans in Excelsis из 1570. (којом је екскомуницирана Елизабета I од Енглеске), као и була Inter Gravissimas из 1582. (којом је уведен Грегоријански календар).

## Смрт и избор новог папе
Тренутне регуле папског интерегнума (Sede Vacante) је донео папа Јован Павле II 1996. године у документу Universi Dominici Gregis (Свеопштему божјем стаду). Током Sede Vacante, Колегијум кардинала, који се састоји од папиних главних саветника и помоћника је здружено одговоран за вођење Цркве и самог Ватикана под председништвом камерленга; ипак, канонски закони изричито забрањују кардиналима да уводе новине у власт Цркве током овог периода. Свака одлука која мора имати благослов папе мора чекати избор и постављење новог понтифа.
Папину смрт званично утврђује камерленго ударајући нежно главу покојног папе три пута златним чекићем и зовући га по крштеном имену. Лекар може и не мора претходно утврдити смрт. Камерленго тада скида папин Риболовачки прстен (углавном на десној руци, мада је папа Павле VI престао да га носи током последње године понтификата и држао га је на столу; прстен може бити скинут и из медицинских разлога) и ломи га надвоје у присуству кардиналâ. Печат покојног папе се уништава, чиме се спречава могућа злоупотреба, и папске одаје се запечаћују.
Тело папе се након одређеног времена (према канону између четвртог и шестог дана по смрти, осим, како се прописује, „... у посебним случајевима...”) полаже у крипту главне цркве или катедрале; папе 20. века, укључујући и Јована Павла II, су све сахрањене у Базилици Светог Петра. Након погреба отпочиње деветодневна жалост (novem dialis).
Папу је раније бирао виши клир настањен у и око Рима. Године 1059, електорат је ограничен само на кардинале Римске цркве, и појединачни гласови кардинала-електора су били изједначени до 1179. године. Папа је углавном члан Колегијума кардинала, али теоријски, сваки мушки католик (укључујући и лаика) може бити изабран; ипак, папа Урбан VI је био последњи изабрани који није био кардинал у време избора. Канонски закон налаже да ако изабраник није бискуп или је лаик, прима бискупско рукоположење од декана Колегијума кардинала пре него што прими понтификат. Према важећем канонском закону, папу бирају кардинали-електори, односно, сви кардинали који су у тренутку почетка Конклаве млађи од 80 година.
Други лионски сабор је сазван 7. маја 1274. године између осталог да би регулисао избор папе. Сабор је одлучио да се Колегијум кардинала мора састати у року од десет дана од папине смрти, и да кардинали не смеју да напусте конклаву док папа не буде изабран; ово је било условљено трогодишњим Sede Vacante након смрти папе Климента IV 1268. године. до средине 16. века, изборни процес се развио до мање-више данашњег облика, мењајући време од смрти папе до сазивања Колегијума кардинала.
Традиционално се гласа акламацијом, избором одређеног комитета или пленарним гласањем. Акламација је најједноставнија процедура, која се састоји само од гласања говором, али је последњи пут коришћена 1621. године. Папа Јован Павле II је избацио из канона гласање акламацијом и преко комитета, тако да ће надаље папе бити биране искључиво редовним гласањем Колегијума кардинала путем гласачких листића.
Избор папе се скоро увек одржава у Сикстинској капели у Ватикану на заседању које се назива Конклава (од лат. cum clavi – под кључем, јер се двадесет дана након папине смрти, Колегијум кардинала у заседању закључава док не изаберу новог папу). Три кардинала се бирају да сакупе гласове одсутних кардинала (због болести), три се бирају да броје гласове и три да поново преброје гласове. Листићи се деле и сваки кардинал записује име по свом избору и заклиње се гласно да гласа за оног којег под Богом сматра да треба бити изабран пре него преда листић. Гласање се траје док папа не буде изабран двотрећинском већином (Universi Dominici Gregis дозвољава просту већину након неизбора после 12 дана).
Један од најпознатијих догађаја Конклаве је начин којим се резултати гласања објављују свету. Након што се листићи преброје, спаљују се и дим одаје резултат: црни (који се добија стављањем сламе на ватру, данас помоћу хемикалија) оглашава да папа није изабран, а бели да јесте. Због несигурности оваквог метода, као и грешака при избору њега и његовог претходника, папа Јован Павле II је одредио да се избор папе објављује и звоњавом звона Базилике Светог Петра. Када је изабран, декан Колегијума кардинала тражи од изабраног кардинала да прихвати положај, што он чини речју „Accepto” (или, у супротном случају, Non accepto), и да каже које ће име користити као папа (што се усталило од 535). Тада виши кардинал ђакон излази на балкон над Тргом светог Петра и објављује:
 
 [име изабраног кардинала]  [презиме кардинала]  [папско име које је себи изабрао].
Објављујем Вам велику радост; имамо папу:
Најузвишенијег и најпреданијег Господина, Господина [име] Свете Римске Цркве кардинала [презиме] који себи узе име [папско име].
До 1978, након избора је следила процесија уз велику помпу од Сикстинске капеле до Базилике Светог Петра са папом ношеним на почасном трону sedia gestatoria. Тамо би папа био крунисан тијаром и објављивао свој први благослов, познати Urbi et Orbi (лат. Граду [тј. Риму] и Свету). Након тога је следило паљење бакље која би засјала и нагло се угасила уз прокламацију Sic transit gloria mundi (Тако прође слава света). Након тога би папа требало да положи папску заклетву (понекад погрдно звана Заклетва против модернизма), што су папе након Јована Павла I одбили.

## Критике папства
Папски положај као врховног понтифа екуменске Цркве је догматски и стога није отворен за критику и оповргавање унутар Католичке цркве. Први ватикански сабор је анатемисао све који су оповргавали папин примат по части и надлежности (могуће је расправљати о тачној природи примата док се то не коси са Догматским уставом). Ипак, папин ауторитет је често оповргаван ван католицизма, у облицима који се разликују од деноминације до деноминације, али се уопштено могу поделити на критике на рачун ширине примата папе и критике саме институције папства.
Неке не-католичке хришћанске деноминације, као што су Православна црква, Англиканска заједница, Асиријска црква Истока и Древноисточне цркве прихватају догму апостолског наслеђивања и стога прихватају (у различитим облицима) право папе као наследника Светог Петра и наследника Петровог примата по части, што је и потврђено Римокатоличко-православним споразумом из 1965. године. Међутим, оне оповргавају наследност Петровог примата по надлежности. Пошто ни једна од наведених цркава не признаје Први ватикански сабор као екуменски, не сматрају дефиниције папине надлежности и непогрешивости (као и анатемизације оних који их не поштују) као обавезујуће.
Остале не-католичке хришћанске деноминације не прихватају ни догму апостолског наслеђивања, или је не препознају у хијерархијском смислу, те стога не прихватају папин примат ни по једном основу. Комплексни односи између Римског и Византијског царства и осталих секуларних држава, као и папске територије у Италији су биле још једна основа за оспоравање, као што је то и монархијски карактер папске функције. У западном хришћанству су ови приговори папству — као и оштра реторика упућена са обе стране у то време – довели до протестантске реформације Мартина Лутера. Ове цркве, данас хетерогене и разнолике, уз многе секте које су у XIX и 20. веку из реформације настале, значајно се разликују у степену критика папства, од простог неприхватања папског ауторитета као легитимног и истинског (старије цркве као Лутерова евангелистичка црква, Калвинистичка, Хуситска и друге, односно, претежно протестантске цркве Старог континента), до веровања да је папа Антихрист или једна од Звери наведених у Књизи Откровења Светог Јована (неке савременије пара-хришћанске секте Америке).
Неки приговарачи папству наводе чисто емпиријске аргументе, наводећи папе као што су Александар VI и Калист III из познате породице Борџија, који својим понашањем нису били подобни за моћ да „везују и развезују на Земљи и Небу”. Неки говоре да свезнајући и милосрдни Бог не би допустио да овакви људи имају моћ коју им приписује Римокатоличка црква. Браниоци папства наводе примере из Библије у којима Бог даје привилегије чак и осведоченим грешницима (као што су краљеви Израела, Апостол Јуда Искариотски, и чак и Свети Петар након што се одрекао Христа), и тврде да чак ни најгрешније папе нису користиле моћ да отргну Цркву од њених апостолских корена, што је доказ да је у тим случајевима сама институција под божанском заштитом, а да ће се грешним папама судити на Крају времена.